# Piteå revir
Piteå revir var ett skogsförvaltningsområde inom Skellefteå överjägmästardistrikt och omfattade de delar av Piteå socken i Norrbottens län, som är belägna söder om Pite älv. Reviret, som var indelat i sex bevakningstrakter, omfattade vid 1910 års slut 130 078 hektar allmänna skogar, varav åtta kronoparker med en sammanlagd areal av 111 669 hektar.